# Мэннинг Рейнджерс
«Мэннинг Рейнджерс» — ныне несуществующий южноафриканский футбольный клуб, базировавшийся в Дурбане. Команда наиболее известна как первый чемпион Премьер-лиги ЮАР.

## История
Клуб был основан в 1928 году Г. Р. Найду, который наряду с административной деятельностью был вратарём клуба, а затем работал арбитром. В середине 1960-х клуб получил профессиональный статус, став участником Южно-Африканской футбольной лиги. В 1985 году клуб сменил стадион с «Каррис Фонтейн» на «Чатсворт». В 1991 году клуб вошёл в Первый дивизион NSL (Национальная футбольная лига).
В 1996/97 дебютном сезоне Премьер-лиги ЮАР «могучие мучители» неожиданно стали чемпионами, одержав 23 победы и набрав 74 очка. Клуб опередил такие гранды, как «Кайзер Чифс», «Мамелоди Сандаунз» и «Орландо Пайретс».
Клуб не смог повторить этот успех, однако оставался в Премьер-лиге в течение ещё нескольких сезонов. В 1998/99 сезоне команда представляла Южную Африку в Лиге чемпионов КАФ, где проиграла будущему чемпиону, «АСЕК Мимозас» из Кот-д’Ивуара.
В 2006 году клуб объявил о своём банкротстве. «Fidentia Group» приобрела клуб в 2007 году и переименовала его в «Фиденша Рейнджерс» (ныне «Икапа Спортинг»). Новые владельцы перевезли клуб из Дурбана в Кейптаун.

## Наследие
У клуба есть правопреемник, «Рейнджерс», имеющий полупрофессиональный статус. Команда в настоящее время борется за повышение в Национальный первый дивизион.